# Tetsurō Furukaki
Tetsurō Furukaki (古垣 鉄郎, Furukaki Tetsurō), né le 20 septembre 1900 à Kagoshima et mort le 8 mars 1987, était un poète japonais francophile, ancien ambassadeur du Japon en France. Il a été sénateur au Japon, rédacteur en chef du journal Asahi Shinbun et directeur général de la radiodiffusion et télévision japonaise NHK.
Il a été président du jury du festival de Cannes 1962 et membre du jury de ce même festival en 1966. Il était marié avec Masuko Kikuta, une musicienne, avec laquelle il a eu un garçon et deux filles : Tarō, Tsubaki et Sumiro. L'ambassadrice assista à l'arrivée de la première voiture japonaise en France, un modèle 9 ch. de la compagnie Prince (Prince Motor Company) . 

## Œuvres
- 1958 : Rosa… rosae, Éditions littéraires de Monaco.
- 1961 : Paris de mon cœur, ill. Bernard Buffet, Éditions J. Foret, 171 pages.
- 1964 : Paris-Tokio, toute ma terre, Éditions R. Julliard, 97 pages.

## Distinctions
- Docteur en droit de l'Université de Lyon (thèse : Les Mandats internationaux de la Société des Nations, 1923)
- Commandeur de l'ordre national de la Légion d'honneur